# My Cousin the Pirate
My Cousin the Pirate (en danés: Min fætter er pirat) es una película documental danés-somalí de 2010 dirigida por Cristiano Sønderby Jepsen.

## Sinopsis
Tras el estallido de la guerra civil de Somalia, la familia de Nasib lo envía a un campo de refugiados en Europa, pero no tienen suficiente dinero para enviar a nadie más. Años más tarde, Somalia se ha convertido en el epicentro de la piratería a gran escala. Cuando se entera de que su primo Abdi está considerando convertirse en uno de ellos, Nasib regresa a su país de origen para disuadirlo de hacerlo. Después de seguir de cerca a su primo e interactuar con los piratas, Nasib presenta sus argumentos contra la piratería, pero tienen poco peso debido a la falta de alternativas en el país asolado por la pobreza. A medida que se acerca la primera incursión de Abdi, Nasib intenta encontrar algo de esperanza para su familia. Los piratas llaman a los secuestros "sírvase usted mismo la ayuda exterior". Nasib se da cuenta de que él podría haberse convertido en pirata si hubiera permanecido en Somalia.

## Producción
Durante la guerra civil de Somalia, Nasib Farah huyó a Dinamarca, años después comenzó una organización para jóvenes somalíes. Más tarde fundó Qaran TV, que significa "nación", la cual ofrecía noticias, música, debates y programas de entrevistas. Farah se interesó en la realización de documentales y con frecuencia escuchaba bromas sobre piratas somalíes, por lo que regresó a Somalia para ver si alguien de su familia extendida se había convertido en pirata. Danish TV2 y el Danish Film Institute apoyaron la producción de My Cousin the Pirate. Fue producida por Helle Faber y dirigida por Christian Sønderby Jepsen.

## Lanzamiento y recepción
La película se proyectó en el Festival Internacional de Cine de Bergen en Noruega. Nasrin Billie escribió que "la película ofrece una visión apasionante de la difícil situación del pueblo somalí".